# اوبرهاوزن

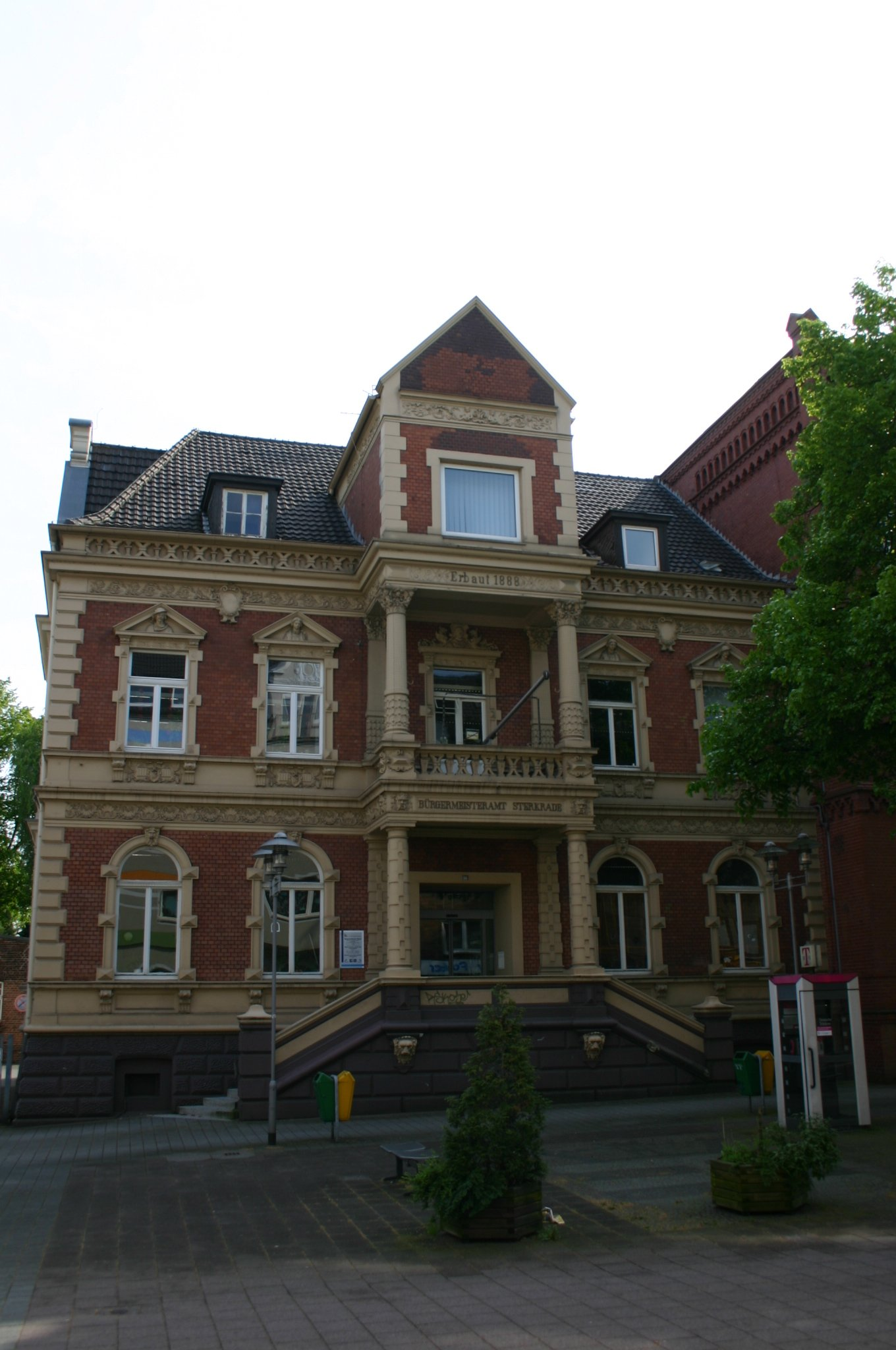
ساختمان پیشین شهرداری شهر اوبرهاوزن

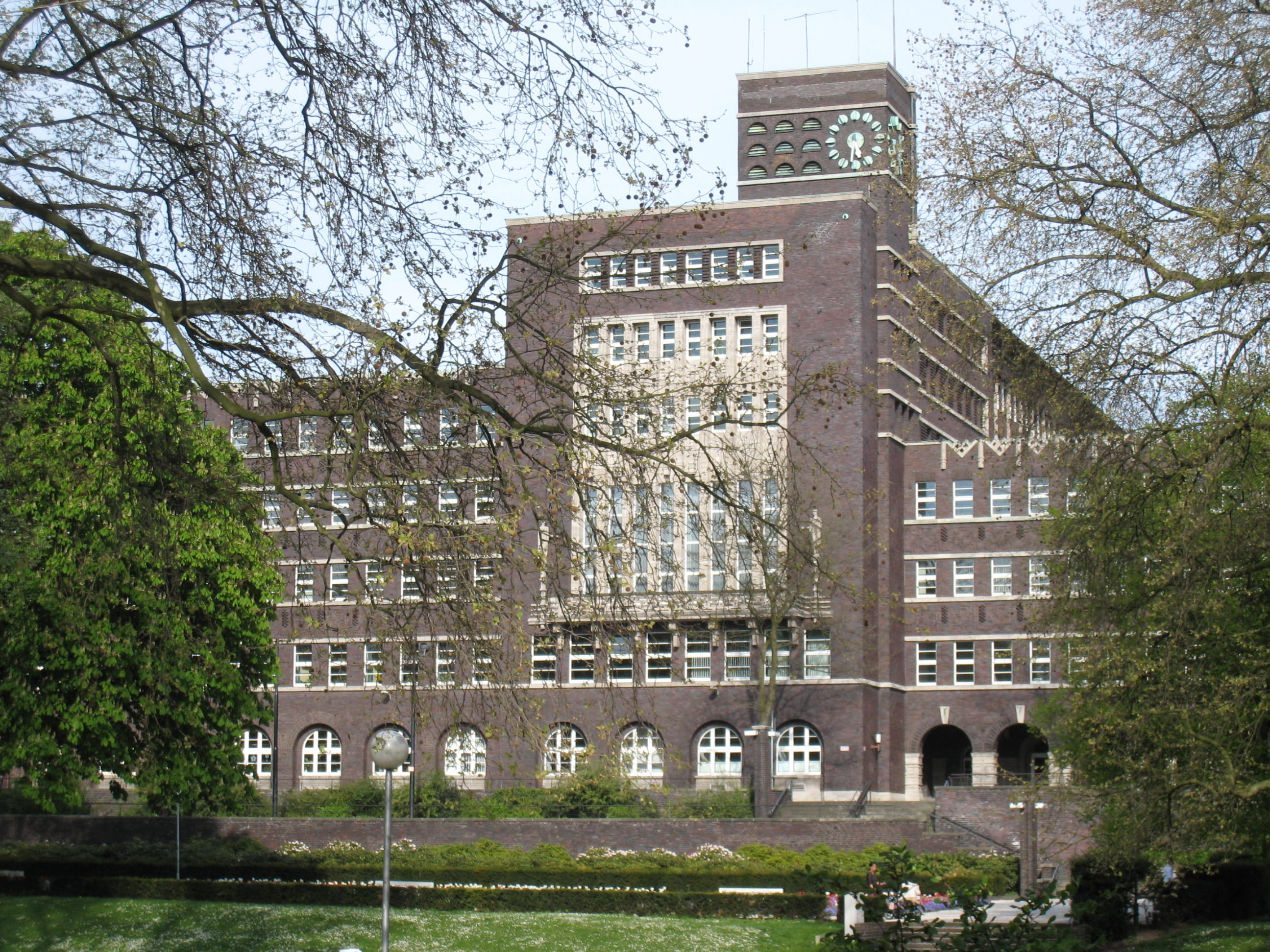
ساختمان تازه شهرداری اوبرهاوزن

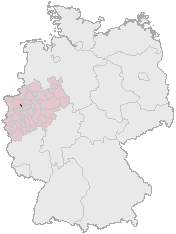
محل شهر اوبرهاوزن بر روی نقشهٔ آلمان

اوبرهاوزن (به آلمانی: Oberhausen) یکی از شهرهای ایالت نوردراین-وستفالن در غرب آلمان است.
شهر اُبرهاوزن با جمعیت ۲۲۰٬۰۳۳ نفر (آمار ۲۰۰۳م) در منطقه روهر قرار گرفته‌است. اوبرهاوزن، شهر شدن خود را مدیون رشد اقتصادی سدهٔ ۱۹ میلادی در آلمان است.
اوبرهاوزن شهری بسیار صنعتی است و همچنین دارای یک نگارخانه هنری می‌باشد. جشنوارهٔ جوایز بین‌المللی برای فیلم کوتاه نیز در این شهر برگزار می‌شود.